# Mesterholdenes Europa Cup i håndbold 1990-91 (mænd)
Mesterholdenes Europa Cup i håndbold 1990–91 for mænd var den 31. udgave af Mesterholdenes Europa Cup i håndbold for mænd. Turneringen havde deltagelse af 26 klubhold, som sæsonen forinden var blevet nationale mestre. Turneringen blev afviklet som en cupturnering, hvor opgørene blev afgjort over to kampe (ude og hjemme).
Turneringen blev vundet af FC Barcelona fra Spanien, som i finalen over to kampe besejrede RK Proleter Zrenjanin fra Jugoslavien med 41-40. Det var første gang, at FC Barcelona vandt Mesterholdenes Europa Cup.
Danmarks repræsentant i turneringen var Kolding IF, som blev slået ud i 1/16-finalen af SC Pogoń Zabrze, som vandt med 52-42 over to kampe.

## Resultater

### 1/16-finaler
| Dato   | Dato   | Hjemmehold i 1. kamp    | Udehold i 1. kamp       | Resultat | Resultat | Resultat |
| 1.kamp | 2.kamp | Hjemmehold i 1. kamp    | Udehold i 1. kamp       | Samlet   | 1.kamp   | 2.kamp   |
| ------ | ------ | ----------------------- | ----------------------- | -------- | -------- | -------- |
| ?      | ?      | Sporting Neerpelt       | HV Sittardia            | 38–45    | 21-24    | 17-21    |
| ?      | ?      | HC Red Boys Differdange | SL Benfica              | ?–?      | 28-26    | ?-?      |
| ?      | ?      | Hapoel Rishon LeZion    | Eti Biskuits Eskisehir  | ?–?      | 30-32    | ?-?      |
| 22.9.  | 1.10.  | Kyndil                  | FH                      | 38–62    | 23-25    | 15-37    |
| ?      | 30.9.  | Dukla Praha             | 1. SC Berlin            | 46–35    | 20-15    | 26-20    |
| ?      | ?      | Stavangers IF           | Sjundeå IF              | 47–37    | 25-17    | 22-20    |
| ?      | ?      | ATSE Waagner Biro Graz  | Grasshopper-Club Zürich | ?–?      | 20-24    | ?-?      |
| 23.9.  | 30.9.  | AS Filippos Veria       | Cividin Trieste         | 41–45    | 23-18    | 18-27    |
| 23.9.  | 30.9.  | Rába ETO Győr           | Steaua Bucuresti        | 42–46    | 21-20    | 21-26    |
| ?      | ?      | SC Pogoń Zabrze         | Kolding IF              | 52–46    | 24-21    | 28-25    |

### 1/8-finaler
| Dato   | Dato   | Hjemmehold i 1. kamp  | Udehold i 1. kamp       | Resultat | Resultat | Resultat |
| 1.kamp | 2.kamp | Hjemmehold i 1. kamp  | Udehold i 1. kamp       | Samlet   | 1.kamp   | 2.kamp   |
| ------ | ------ | --------------------- | ----------------------- | -------- | -------- | -------- |
| ?      | 10.11. | HV Sittardia          | FC Barcelona            | 35–76    | 18-43    | 17-33    |
| 4.11.  | 10.11. | SL Benfica            | USAM Nîmes              | 46–52    | 23-21    | 23-31    |
| 2.11.  | 8.11.  | FH                    | Eti Biskuits Eskisehir  | 50–54    | 29-21    | 21-33    |
| ?      | 11.11. | TV Grosswallstadt     | Dukla Praha             | 56–55    | 24-23    | 32-32    |
| ?      | ?      | HK Drott Halmstad     | Stavangers IF           | 48–43    | 26-19    | 22-24    |
| ?      | ?      | GK Dinamo Astrakhan   | Grasshopper-Club Zürich | ?–?      | 25-23    | ?-?      |
| 7.11.  | 10.11. | Cividin Trieste       | Steaua Bucuresti        | 46–49    | 23-26    | 23-23    |
| ?      | ?      | RK Proleter Zrenjanin | SC Pogoń Zabrze         | ?–?      | 26-15    | ?-?      |

### Kvartfinaler
| Dato   | Dato   | Hjemmehold i 1. kamp | Udehold i 1. kamp      | Resultat | Resultat | Resultat |
| 1.kamp | 2.kamp | Hjemmehold i 1. kamp | Udehold i 1. kamp      | Samlet   | 1.kamp   | 2.kamp   |
| ------ | ------ | -------------------- | ---------------------- | -------- | -------- | -------- |
| 16.2.  | 23.2.  | FC Barcelona         | USAM Nîmes             | 41–32    | 23-16    | 18-16    |
| 17.2.  | 23.2.  | TV Grosswallstadt    | Eti Biskuits Eskisehir | 46–47    | 27-20    | 19-27    |
| 17.2.  | 24.2.  | HK Drott Halmstad    | GK Dinamo Astrakhan    | ?–?      | 24-29    | ?-?      |
| 17.2.  | 24.2.  | Steaua Bucuresti     | RK Proleter Zrenjanin  | 36–49    | 22-20    | 14-29    |

### Semifinaler
| Dato   | Dato   | Hjemmehold i 1. kamp   | Udehold i 1. kamp     | Resultat | Resultat | Resultat |
| 1.kamp | 2.kamp | Hjemmehold i 1. kamp   | Udehold i 1. kamp     | Samlet   | 1.kamp   | 2.kamp   |
| ------ | ------ | ---------------------- | --------------------- | -------- | -------- | -------- |
| 6.4.   | 13.4.  | Eti Biskuits Eskisehir | FC Barcelona          | 35–71    | 19-31    | 16-40    |
| 7.4.   | ?      | GK Dimano Astrakhan    | RK Proleter Zrenjanin | 36–38    | 19-18    | 17-20    |

### Finale
| Dato   | Dato   | Hjemmehold i 1. kamp  | Udehold i 1. kamp | Resultat | Resultat | Resultat |
| 1.kamp | 2.kamp | Hjemmehold i 1. kamp  | Udehold i 1. kamp | Samlet   | 1.kamp   | 2.kamp   |
| ------ | ------ | --------------------- | ----------------- | -------- | -------- | -------- |
| 5.5.   | 19.5.  | RK Proleter Zrenjanin | FC Barcelona      | 40–41    | 23-21    | 17-20    |